# Rune Delvin
Sven Alvar Rune Delvin, född 1 mars 1926 i Stockholm, död 27 juni 1995 i Söderhamn, var en svensk ombudsman.
Efter studentexamen 1946 blev Delvin juris kandidat vid Stockholms högskola 1951. Han genomförde tingstjänstgöring i Ångermanlands domsaga 1951–1954, blev fiskal vid hovrätten för Nedre Norrland 1955, var biträdande vattenrättssekreterare och extra vattenrättssekreterare vid Mellanbygdens vattendomstol 1955–1957 och ombudsman vid Bergvik och Ala AB i Söderhamn från 1958.
Delvin var vice ordförande i Ljusnan-Voxnans vattenvårdsförbund från 1960 samt bland annat styrelseledamot i Ljusnans Kraft AB (ingår numera i Fortum) från 1959. Han ligger begravd på Huddinge kyrkogård. 